# Isopaches pumicicola
Isopaches pumicicola là một loài rêu trong họ Anastrophyllaceae. Loài này được Berggr. Bakalin, Vadim A. mô tả khoa học đầu tiên năm 2008.